# McDonald’s No. 1 Store

Музей McDonald's №1 Store - музей, размещенный в копии бывшего ресторана McDonald's в Дес-Плейнсе, штат Иллинойс, США, открытого Рэем Кроком в апреле 1955 года. Компания обычно называет его «Оригинальный McDonald's», хотя на самом деле это был девятый ресторан McDonald's.

## Первый оригинальный ресторан (1955-1984)
Первый ресторан McDonald's был открыт Ричардом и Морисом Макдоналдами в Сан-Бернардино, Калифорния, в 1940 году и снесен в 1972 году, хотя часть вывески осталась. Самый старый McDonald's, который все еще работает, — это третий, построенный в Дауни, Калифорния, который открылся в 1953 году.
Однако ресторан Des Plaines ознаменовал начало участия будущего генерального директора Крока в компании. Он открылся под эгидой его франчайзинговой компании McDonald's Systems, Inc., которая стала McDonald's Corporation после того, как Крок выкупил долю братьев Макдоналд в корпорации. Ресторан Крока был первым рестораном McDonald's, построенным в более холодном климате, и в дизайн заведения были внесены некоторые изменения, включая подвал с печью.
Ресторан был построен в 1955 году и снесен в 1984 году.

## Копия (1985-2018)
Менеджеры McDonald's поняли, что ресторан Des Plaines имеет историческое значение, поэтому построил копию заведения. Здание с золотыми арками, размещенными над стеклом, а также красно-белой плиткой снаружи, во многом следовало оригинальным чертежам братьев Макдональд, которые они представили, когда начали франчайзинг в 1953 году.
В 2017 году компания McDonald's объявила, что здание будет снесено из-за неоднократного затопления территории. Несмотря на попытки спасти здание, снос был завершен в 2018 году. Затем компания McDonald's решила пожертвовать землю городу для создания зеленой парковой зоны.

### Архитектура
Входная вывеска была оригинальной, с ранним мультяшным талисманом « Спиди », представляющим инновационную систему обслуживания «Спиди» , вдохновленную конвейерным производством, которое братья Макдональдс внедрили в 1948 году. Однако ее переместили с первоначального места в южную части собственности. Вывеска гласила: «Мы продали более 1 миллиона». Музей-копия предлагал нерегулярные летние часы работы и часто был закрыт; экскурсии проводились по предварительной записи. На первом этаже экспонировались оригинальные жарочные чаны, мультимиксеры для молочных коктейлей, которые Крок продавал, когда впервые столкнулся с рестораном McDonald's в Сан-Бернардино, бочки с газировкой и грили, за всем этим следила команда манекенов-мужчин в униформе 1950-х годов. Посетители могли пройти через кухню или заглянуть в окна заказов спереди. В дизайне 1955 года не было секции ресторана с сидячими местами. В подвале была коллекция старинных объявлений, фотографий и видео, содержащие эпизоды истории McDonald's. После сноса большее количество оборудования было перевезено в штаб-квартиру McDonald's в центре Чикаго, а также в научно-исследовательский центр на юго-западном пригороде Чикаго.

## История ресторана McDonald's в Дес-Плейнс
В 1980-х годах новый ресторан McDonald's был построен через дорогу, заменив Ground Round. В этом ресторане присутствуют полдюжины застекленных экспонатов, представляющих исторические артефакты McDonald's, выстроенные вокруг обеденных столов. Включая красную и белую плитку из оригинального ресторана и галстуки-шнурки, которые носили сотрудники с 1950-х до начала 1970-х годов. На одной из стен изображен чертеж оригинального электрического знака «Speedee».

## Другие музеи Макдоналдс
Музей-ресторан Big Mac, еще один музей McDonald's, открылись 23 августа 2007 года в Ирвайне, штат Пенсильвания , на шоссе 30 Линкольн-Хви.
Также музей существует на месте оригинального McDonald's в Сан-Бернардино на шоссе US Route 66 в Калифорнии. Это реконструкция, которой управляет владелец сети Juan Pollo, и которая никак не связана с корпорацией McDonald's.